# Купон с Дик и Джейн
„Купон с Дик и Джейн“ (на английски: Fun with Dick and Jane) е американска комедия от 2005 г. на режисьора Дийн Парисот, по сценарий на Джъд Апалтоу и Никълъс Столер. В главните роли изпълняват Джим Кери и Теа Леони и е римейк на филма от 1977 със същото име. Историята се фокусира върху омъжена двойка от средната класа, която прибягва до грабеж, когато работодателят на съпруга ѝ фалира. Филмът е разпространен от Columbia Pictures и е пуснат по кината на 21 декември 2006 г. надхвърли 202 милиона долара по целия свят в боксофиса.

## Дублажи

### Андарта Студио
| Озвучаващи артисти | Гергана Стоянова Ани Василева Мартин Герасков Христо Бонин |

### Диема Вижън (2017)
| Преводач            | Мая Мавродиева                                                                              |
| Тонрежисьор         | Цветомир Цветков                                                                            |
| Режисьор на дублажа | Димитър Кръстев                                                                             |
| Озвучаващи артисти  | Таня Димитрова Йорданка Илова Петя Абаджиева Светозар Кокаланов Силви Стоицов Ивайло Велчев |